# Ali Baba et les quarante voleurs (film 1902)
Ali Baba et les quarante voleurs è un cortometraggio del 1902 diretto da Ferdinand Zecca.
Colorato da Segundo de Chomón nel suo laboratorio di Barcellona.

## Trama

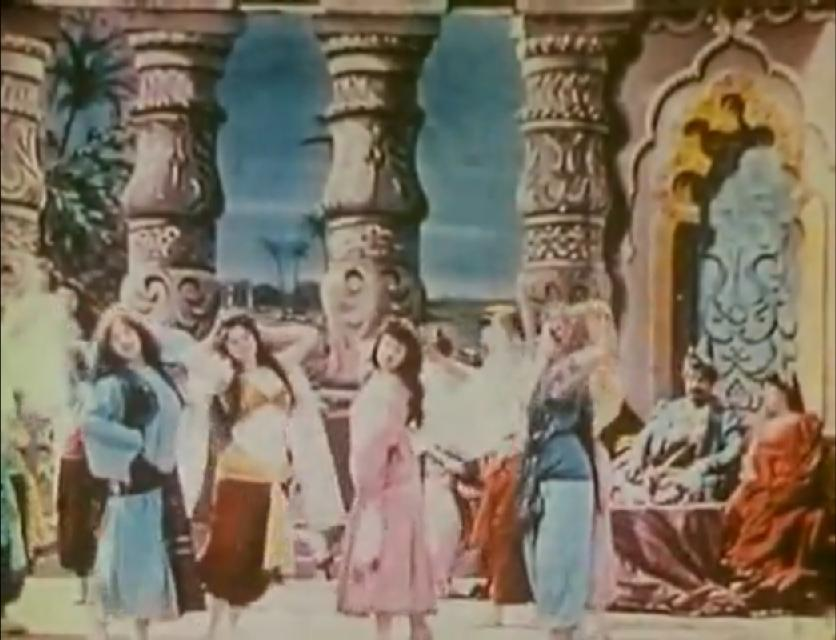
Scena della danza nella casa di Ali Baba.

Ali Baba, mentre raccoglie la legna nella foresta accompagnato dal suo asino, sorprende una banda di ladri che trasportano il loro bottino. Si nasconde dietro un albero e impara la formula magica che dà accesso alla grotta dove nascondono i loro tesori. Una volta che i ladri se ne sono andati, entra nella grotta, prende dei sacchi di monete d'oro e corre a riferire la notizia a sua moglie. Cassim, fratello di Ali, sorprende la coppia, costretta a rivelargli tutto. Cassim corre subito alla grotta, ma una volta entrato, si accorge dell'arrivo dei ladri e si nasconde. Cassim, viene scoperto e giustiziato con il taglio della testa. Il capo della banda, che si finge un mercante d'olio, riese ad entrare nella casa di Ali Baba, con tre dei suoi uomini nascosti nei barili. Una serva, li scopre, liberando così il suo padrone dai briganti.